# Incubus (band)
Incubus is een Amerikaanse rockband. In de beginjaren werd vooral metal gespeeld, maar in de jaren erna is de band steeds meer alternatieve rock met funkelementen gaan spelen.

## Etymologie
De naam van de groep ontstond toen — na uren over een naam te hebben gepeinsd — een van de bandleden het Engelse woordenboek opensloeg en willekeurig een woord koos. Volgens Mike Einziger werd de naam gekozen omdat hij gek klonk, maar Brandon Boyd verklaarde dat de naam gekozen was omdat een van de betekenissen van het woord met seks te maken heeft. De bandleden hadden niet de intentie vrouwen te verkrachten, zoals de demon Incubus deed, maar verklaarde:
We waren vijftien en de naam kwam onschuldig op ons over. We hebben nooit overwogen om hem te veranderen.

## Geschiedenis
De band werd opgericht in 1991 in Calabasas, Californië en begon als metalband, maar schoof in de loop der jaren steeds meer richting alternatieve rock. Ook begon de band steeds meer politiek in haar teksten te verwerken, zoals de single Megalomaniac (2004) over George W. Bush. Dit wordt althans door velen aangenomen, hoewel de band zelf heeft aangegeven dat de single niet specifiek gaat over deze president van Amerika, maar over de westerse politiek in het algemeen.
Over de eerste single van het album Light Grenades, verschenen op 27 november 2006, Anna-Molly, ontstond ook nogal wat ophef. Veel dj's en fans veronderstelden dat het lied als animally uitgesproken diende te worden; andere dachten dat de titel Anal Molly was, naar een pornoster. Maar de band maakte een eind aan de verwarring over de titel: de echte titel was Anna-Molly, en de reden was dat het perfecte meisje (over wie het liedje gaat) ook zo zou heten.
Op 7 juli 2012 stond Incubus op Rock in Rio te Madrid.
In 2023 verliet basgitarist Ben Kenney de band. Hij werd vervangen door basgitariste Nicole Row.

## Bandleden

### Huidige leden
- Brandon Boyd - zanger, percussie, gitaar
- Mike Einziger - gitaar, achtergrondzanger, piano
- Jose Pasillas - drums
- Chris Kilmore - draaitafels, piano, orgel, fonograaf, dj
- Nicole Row - basgitaar

### Voormalige leden
- Alex Katunich - basgitaar (1991-2003)
- Gavin Koppell - draaitafels (1996-1998)
- Ben Kenney - basgitaar, achtergrondzanger, drums

## Discografie

### Albums
| Album met eventuele hitnotering(en) in de Nederlandse Album Top 100 | Datum van verschijnen | Datum van binnenkomst | Hoogste positie | Aantal weken | Opmerkingen |
| ------------------------------------------------------------------- | --------------------- | --------------------- | --------------- | ------------ | ----------- |
| Fungus amongus                                                      | 1995                  | -                     |                 |              |             |
| S.C.I.E.N.C.E                                                       | 02-09-1997            | -                     |                 |              |             |
| Make yourself                                                       | 22-10-1999            | -                     |                 |              |             |
| Morning view                                                        | 22-10-2001            | 03-11-2001            | 57              | 5            |             |
| A crow left of the murder...                                        | 02-02-2004            | 14-02-2004            | 14              | 8            |             |
| Light grenades                                                      | 24-11-2006            | 02-12-2006            | 82              | 9            |             |
| If not now, when?                                                   | 08-07-2011            | 16-07-2011            | 51              | 3            |             |
| 8                                                                   | 21-04-2017            | -                     |                 |              |             |
| Morning View XXIII                                                  | 2023                  | -                     |                 |              |             |

| Album met hitnotering(en) in de Vlaamse Ultratop 200 albums | Datum van verschijnen | Datum van binnenkomst | Hoogste positie | Aantal weken | Opmerkingen |
| ----------------------------------------------------------- | --------------------- | --------------------- | --------------- | ------------ | ----------- |
| A crow left of the murder…                                  | 2004                  | 14-02-2004            | 34              | 8            |             |

### Singles
| Single met eventuele hitnotering(en) in de Nederlandse Top 40 | Datum van verschijnen | Datum van binnenkomst | Hoogste positie | Aantal weken | Opmerkingen              |
| ------------------------------------------------------------- | --------------------- | --------------------- | --------------- | ------------ | ------------------------ |
| Are you in?                                                   | 2002                  | -                     |                 |              | #86 in de Single Top 100 |
| Megalomaniac                                                  | 23-12-2003            | 14-02-2004            | tip7            | -            | #98 in de Single Top 100 |
| Talk shows on mute                                            | 2004                  | -                     |                 |              | #42 in de Single Top 100 |
| Love hurts                                                    | 2007                  | 27-01-2007            | tip10           | -            |                          |

- Bibliothèque nationale de France: cb14000324j (data)
- Gemeinsame Normdatei: 10301334-9
- International Standard Name Identifier: 0000 0004 7044 4950
- Library of Congress Control Number: n2017061454
- MusicBrainz: e3e0abcd-7671-4482-a9d8-462f5acc9be5
- Nationale Bibliotheek van Tsjechië: xx0061315
- Virtual International Authority File: 140337670